# Le Romancier et ses personnages
 (mai 2014).
Si vous disposez d'ouvrages ou d'articles de référence ou si vous connaissez des sites web de qualité traitant du thème abordé ici, merci de compléter l'article en donnant les références utiles à sa vérifiabilité et en les liant à la section « Notes et références ».
Le Romancier et ses personnages de François Mauriac est un essai de 1933 où Mauriac critique ouvertement les romanciers qui se croient « créateurs ». Pour lui, ils ne créent rien car ils s'inspirent tout simplement de la réalité. Mais en même temps, ils créent dans leur roman un autre monde totalement différent de la réalité. Il critique les romans irréels et idéalisés qui ne sont faits, selon lui, que pour les lecteurs qui ne savent pas réfléchir et qui ont besoin de s'identifier à quelque chose de faux et de valorisant.